# Heishanzui (sockenhuvudort i Kina, Hunan Sheng, lat 29,11, long 112,01)
Heishanzui är en sockenhuvudort i Kina. Den ligger i provinsen Hunan, i den södra delen av landet, omkring 140 kilometer nordväst om provinshuvudstaden Changsha. Antalet invånare är 16 227. Befolkningen består av 8 015 kvinnor och 8 212 män. Barn under 15 år utgör 11,0 %, vuxna 15-64 år 74 %, och äldre över 65 år 13,0 %.
Runt Heishanzui är det tätbefolkat, med 356 invånare per kvadratkilometer. Närmaste större samhälle är Hangongdu, 9,1 km väster om Heishanzui. Trakten runt Heishanzui består till största delen av jordbruksmark.
Genomsnittlig årsnederbörd är 1 693 millimeter. Den regnigaste månaden är maj, med i genomsnitt 281 mm nederbörd, och den torraste är december, med 34 mm nederbörd.